# 吡拉酰胺
吡拉酰胺（开发代号：SC-26,438）是一种有机化合物，化学式为C23H31N3O，可作为抗心律失常药，从未上市销售。